# Шпанске афричке јединице
Шпанске афричке јединице су биле шпанске трупе у Мароку од почетка 20. века до независности Марока 1956. године. 
Ова војска борила се у Рифским ратовима против племена Рифа у планинским областима Марока а значајну улогу одиграла је током Шпанског грађанског рата током кога се борила на страни генерала Франсиска Франка. Састојала се од Шпанске легије странаца и локалних мароканских јединица. 